# 葉山たけし
葉山 たけし（はやま たけし、1958年6月16日 - ）は、日本の作曲家、編曲家、ギタリスト。大阪府出身。血液型はB型。

## 略歴
ブルースバンド「花伸」で1977年、YAMAHA 88 Rock Dayにおいてグランプリを受賞する。すぐに京大西部講堂でジャンプブルースのカバーを中心にライブレコーディングを敢行し、1978年にトリオレコードよりデビューする。翌年伊藤銀次のプロデュースにより全曲オリジナルのフルアルバムを発表するも、方向性の違いからそのアルバムを最後に解散した。
その後、自ら結成したサザンロックバンドでの活動を経て上京し、アーティストとしてデビューの機会を伺いつつ、本田美奈子.や織田哲郎の活動に参加する。1989年の織田の活動休止に伴い、既に行っていた編曲活動が本格化する。

### 1990年代
当初は各社アーティストを手がけていたが、やがてビーイングのアーティストが中心になり、ZARD、T-BOLAN、WANDS、大黒摩季、DEENなどの活動にギタリスト、編曲者として参加、ヒット曲を多数手がける。
1993年、1994年にオリコンが調査した年間ランキングで編曲家部門第1位を獲得した。1993年には1103万枚強を売り上げる。当時のビーイングアーティストの売り上げ一番のシングルの多く（例：ZARD「負けないで」、WANDS「もっと強く抱きしめたなら」、中山美穂（厳密にはWANDSとの共同名義）「世界中の誰よりきっと」、DEEN「このまま君だけを奪い去りたい」、FIELD OF VIEW「突然」、大黒摩季「ら・ら・ら」、KIX-S「また逢える…」）は彼による編曲である。
多数のビーイングアーティストを担当しているが、現在に至るまでB'zの楽曲をアレンジしたことは一度もない。

### 2000年代以降
その後独立し、2000年に音楽制作会社「アワーハウス」を設立する。以降はプロデュース、後進の育成、映画などのサウンドトラックと活動の幅を大きく広げている。また、引き続きBeing/GIZAのZARD、倉木麻衣、愛内里菜、上木彩矢らの楽曲を手がけている。
2012年7月31日には自らの企画・ボーカル・ギターでソロライブを敢行した。サポートミュージシャンは関雅夫、そうる透、RYO-J（米米CLUB）、根岸孝旨などで、ゲストとして、織田哲郎が参加した。8月4日のHills パン工場でも敢行し、こちらのサポートミュージシャンはSensationの大楠雄蔵と麻井寛史、元the★tambourinesの亀井俊和、ゲストとして岡崎雪が参加した。
2012年度より、洗足学園音楽大学ロック&ポップス科でギターの非常勤講師を務める。
2014年はTUBEのライヴツアーにギターで参加。

## ディスコグラフィ

### コンピレーションアルバム
1. J-BLUES BATTLE Vol.2 (1996年6月7日)
4曲目にエルモア・ジェームスのカバー曲「Dust My Broom」が収録。
2. Guitar Monster Vol.1
2曲目に葉山のオリジナル楽曲「LIAR」が収録。

## 楽曲提供

### 作曲・編曲
- 天野浩成「希望ヶ丘（作詞：川村サイコ）」
- 大黒摩季「MANHATTAN BEACH」「Mistral」「Introduction」「OVERDRIVE」「Tripper☆Skipper☆」
- 大森絹子「ジャスト フィット」
- 西城秀樹「Good-By My Girl（作詞：鈴里風太）」
- HOUND DOG「愛の花〜さよなら夏の日〜（作詞：大友康平・葉山たけし）」「My Sweet Endless Summer（作詞：大友康平・葉山たけし）」「UNDER DOG」
- 森脇健児「抱きしめて」
- 八木田麻衣「はあと・こすもすパピプ!」「MAGICAL TRAVELING 21」
- YASU「勇気のファイター（作詞：及川眠子）」

### 作曲
- 坪倉唯子「さよならでは終われない（作詞：小田佳奈子、編曲：池田大介）」

### 編曲
- 愛内里菜「GLORIOUS」「MIRACLE」「薔薇が咲く 薔薇が散る」「願いが叶うなら」

「STORY」「MAGIC」「Sing a Song」「MERRY-GO-ROUND」「Priority」
- 愛内里菜&三枝夕夏「謎 -rearrange version-」「Still for your love -rearrange version-」「七つの海を渡る風のように」
- 相川七瀬「DONMAI∞DONMAI」
- 碧井椿「未来を」
- 稲葉浩志「赤い糸」（テレビアニメ「結界師」エンディングテーマとして使用されたTVオンエアバージョン）
- 今井優子「Secret Vacation」「Plastic Dreamer」
- Wink「咲き誇れ愛しさよ」
- 宇浦冴香「Tears 〜涙は見せたくない〜」「Stand by you」「Sha la la -アヤカシNIGHT-」「背中越しの笑顔」

「マイミライ」「ボーイズ&ガールズ」「休憩時間10分」「友達以上恋人未満」「果実」
「DIET NOW!」「君を想い眠る夜は」「絶不調」「オトシモノ」「フィクション天国」
「Ending Song」「ここじゃない場所で」「TRIGGER」「LAST TEEN」「走り出すまだ見ぬ未来の果てへ」
- 上野優華「好きになってもいいですか?」「星たちのモーメント」
- 宇徳敬子「あなたの夢の中 そっと忍び込みたい」「まぶしい人」
- WAR-ED「いつも君の事 想い過ぎていたから」
- EDGE（水野松也）「どこかで君の声が聴こえてくる」「もっとうまく愛を奪いたい」
- 大黒摩季「復讐GAME」「あいつにSAY」「Time&Time 〜時の女神〜」「風に吹かれて」

「DA・KA・RA」「Good-Luck Woman」「チョット」「君に愛されるそのために…」
「別れましょう私から消えましょうあなたから」「子供の国へ」「DA・DA・DA」「恋のTIME MACHINE」
「Guts My Mind!!」「求める未来が変わった」「CRAZY WOLF」「MAGY'92」「いつか見える…きっとわかる…」
「Harlem Night」「スキなんだもんしょうがないジャン」「DELIGHT」「U.Be Love」「アレ・コレ考えたって…」
「BLUE CHRISTMAS」「あなただけ見つめてる」「GLORIA」「白いGradation」「Everybody, Groove!!」「Twisty Love」
「夏が来る」「未来が私を呼んでいる…」「永遠の夢に向かって」「ふたりが好きだから」「ROCKs」
「戸惑いながら」「Return To My Love」「Stay with me baby」「孤独ヶ丘に見える夕陽」「GYPSY」 「Rainy Days」
「ら・ら・ら」「恋はメリーゴーランド」「いちばん近くにいてね」「El amor es ciego 〜恋は盲目〜」
「Tender Rain」「FIRE」「LOVIN' YOU」「あなたがいればそれだけでよかった」「Summer Breeze」
「太陽をつかまえに行こう」「もう一度だけ…」「愛してます」「泣かないでよ」
「あぁ」「ガンバルシカナイジャナイ?!」「熱くなれ」「そして」「アンバランス」「After Blue」
「ゲンキダシテ」「You're not mine」「空」「SLOW DOWN」「Power Of Dream」
「愛してたんだ」「Afternoon Café」「OH-MENI-MITE-YO!!」「いじわる」「シ・テ・シ・テ♠♦♣♥」「風になれ」
「ネッ! 〜女、情熱〜」「例えばそれが愛でもいいと思う」「理由(ワケ)」「この闇を突き抜ける」「サ☆イ★ン」
「忘れてしまいたいのに」「うそつき」「スキ・スキ・スキ」「遠い空で きっと」「I can't stop the rain」
「ボクらの知らないところで」「Go with the wind」「MOTHER EARTH」「太陽の国へ行こうよ すぐに〜空飛ぶ夢に乗って〜」
「Just Start Again」「夢なら醒めてよ」「永遠の光り」「夢の続き」「BRAND-NEW DAY」
「虹ヲコエテ」「クラクラさせてよ」「Cross Fade」「雪が降るまえに」「One Way & Two Hearts」「LIFE IS ALIVE」
「PROMISE "I DO" featuring UTADA HIKARU」 「××!!No My Life!!」「さよならって…」
「Starlight 〜美しい星に気づかなければ〜」「Baby Baby Baby」「この日のために」「Go Your Way」「どこまでも行こう」
- 大森絹子「SOUTHERN WINTER」「ONE AND ONLY」
- GARNET CROW「Holy ground 〜just like a "dejavu" arr.〜」
- Caos Caos Caos「tear drops」「Let's stand up」
- Cup's「愛しているのに Bye Bye Love」
- 上木彩矢「ピエロ」「もう君だけを離したりはしない」「傷だらけでも抱きしめて」「Secret Code」

「Bounce, Bounce, Bounce」「フレンズ」「眠っていた気持ち 眠っていたココロ」「ミセカケの I Love you」
「明日のために」「believin' your heart…」「世界中の誰もが」「YOU & ME」「Tears」「ココロが..もう少し」「夢の中にまで」
「もう帰らない」「Forever More」「叶わないなら 〜winter lovers〜」「Best of my love」「世界はそれでも変わりはしない」
- 川島だりあ「TOUCH ME IN THE MORNING」
- かんコーラ「DAY IN VACATION」
- 北原愛子「冬うらら」「世界中どこを探しても」「ユートピア」「春風が舞う頃には」「夏だから!」「cobalt blue」
- KIX-S「LOVIN' YOU」「また逢える…」「ONE NIGHT HEAVEN」

「Brain Washer」「いつもより長い夜に」「Sunsine Days」「儚いDaydream」「Virginity」「Do It」
「Wake Up Love」「If…」「Hold Me」「また逢える…(Acoustic version)」「世界が終わる日」
「愛しても…」「HOW ARE YOU?」「VICTIM」「もう一度TENDERNESS」「わがままにCrazy Love」
「鮮やかに消えて…」「いつの日か この涙」「EMOTION」「I Said Good Bye」「Don't stop his love」
「愛し過ぎてこわい」「Mama's song」「抱いて…抱きしめて」「異国の風に」「MY LIFE」「KISS KISS」
「BE MY LOVE」「MOTHE EARTH」「愛せない　あなたしか」「いつの日か　この涙」「Secret Love」
- 木村充揮×近藤房之助「悲しきわがこころ（原曲：ハナ肇とクレイジーキャッツ）」
- 倉木麻衣「Growing of my heart」「Seven Nights」「State of mind」「SUMMER TIME GONE」「Tomorrow is the last Time」「1000万回のキス」
- globe「楽園の嘘」「soft parade」
- 小松未歩「BEAUTIFUL LIFE」「As」「sickness」
- ZARD「Oh! Sugar Baby」「女でいたい」「好きなように踊りたいの」「Why Don't You Leave Me Alone」

「負けないで」「Season」「You and me(and…)」「Just believe in love」「Ready Go!」「愛が見えない」
「サヨナラは今もこの胸に居ます」「マイ フレンド」「Change my mind」「君がいたから」「突然」「今日も」
「Don't you see!」「君に逢いたくなったら…」「息もできない」「Get U're Dream」「約束のない恋」
「雨が降り出す前に」「星のかがやきよ」「夏を待つセイル（帆）のように」「サヨナラまでのディスタンス」
「君とのふれあい」「Last Good-bye」「I can't tell」「good-night sweetheart」
「悲しいほど貴方が好き」「カラッといこう!」「ハートに火をつけて」「君へのブルース」
「グロリアス マインド」「探しに行こうよ (2007 version)」「愛を信じていたい (2007 version)」
「明日もし君が壊れても」「息もできない」「hero」「Love is Gone」（以上4曲は、「ZARD Request Best 〜beautiful memory〜」収録のリアレンジバージョン）
「CAN'T TAKE MY EYES OFF OF YOU (君の瞳に恋してる)」（コンピレーションアルバム「Christmas Non-Stop Carol」収録のリアレンジバージョン）
「あの微笑みを忘れないで (2012 Movie-theme ver.)」「遠い日のNostalgia (Acoustic arrange ver.)」「お・も・ひ・で (Another arrange ver.)」「もっと近くで君の横顔見ていたい (Another arrange ver.)」
- 西城秀樹「HIDEKI Greatest Hits Mega-Mix」
- 三枝夕夏「WINTER WONDERLAND」
- 三枝夕夏 IN db「100もの扉 -U-ka Solo Version-」「月」「君の中に僕の居場所を探したい」「空飛ぶあの白い雲のように」「Honey」

「雲に乗って」「明日は明日の風の中.....夢の中」「新しい自分へ変わるスイッチ」「雪どけのあの川の流れのように」
「誰もがきっと誰かのサンタクロース」「君が眠りにつくその前に」「夜顔の温室」「いつもの素顔の私でいたい」
「熱いシャワー浴びて」「夏の終わりにあなたへの手紙書き留めています」「precious memories」
「ごめんね 今もまだ君を愛してるから」「飛び立てない私にあなたが翼をくれた 〜2010 ver.〜」「Shocking Blue 〜2010 ver.〜」
- さとう宗幸「夢のつばさ」
- Jin & Akiomi「輝きの中で」
- 新堂敦士「I KISS YOU」
- 高橋克典「HACK」
- 高原由妃「FEEL LIKE MAKING LOVE」
- 田中傑幸「Lonely Dancin'」
- 田中美奈子「SEASON」（原曲：織田哲郎）
- TUBE「Sail Away Forever」「夕方チャンス到来」「明日への道」

（以上3曲は、7th ALBUM「Beach Time」収録分。尚このアルバムでは、「葉山剛」と表記されている。）
「ガラスのメモリーズ(Re-newed)」（3rd BEST ALBUM「TUBEstⅢ」）
- TWINZER「OH SHINY DAYS」※アルバムでは、TWINZERとの共同編曲

「愛を探してる」「想い出は抱きしめられない」
- T-BOLAN「Heart of Stone」「すれ違いの純情」「LOVE」「Sorry My Love」「Baby Blue」「想い出がさがしてる」

「あふれでる感情」「涙の笑顔」「Shiny Days」「Friends」「Heart of Stone」「遠い恋のリフレイン」
「夏の終わりに」「Heart of Gold 〜Acoustic Version〜」「サヨナラから始めよう 〜Acoustic Version〜」
「Teenage Blue 〜Acoustic Version〜」「悲しみが痛いよ 〜Acoustic version〜」
「泥だらけのエピローグ 〜Acoustic version〜」「Lookin' for the eighth color of the rainbow」
「すれ違いの純情 〜Acoustic version〜」「シャイなJealousy 〜Acoustic version〜」「マリア〜Acoustic version〜」
「愛のために 愛の中で」「10 Years Love Story」「HOW DO YOU FEEL?」
- DEEN「このまま君だけを奪い去りたい」「翼を広げて」「夢のつづき…… Love in my dream」「Memories」

「永遠をあずけてくれ」「瞳そらさないで」「いつかきっと…」「思いきり 笑って」「広い世界で君と出逢った」
「Teenage dream」「Run Around」「LOVE FOREVER」「TWELVE」「Starting Over」
- テレサ・テン「あなたと共に生きてゆく」
- 中山美穂&WANDS「世界中の誰よりきっと」「世界中の誰よりきっと <Part II>」
- 渚のオールスターズ「サマーガール」「SAIL AWAY FOREVER」「BLUES IN THE RAIN」
- なついろ「君の涙にこんなに恋してる」「夏の太陽のせいにして」
- BAAD「愛したい愛せない」「眩しいRomance」
- HOUND DOG「男と女」「MILES AWAY」
- B.B.クィーンズ「夢のENDはいつも目覚まし!」「君には愛が溢れてる」

「おどるポンポコリン 〜ちびまる子ちゃん 誕生 25th Version〜」「夢のENDはいつも目覚まし! 〜Royal Straight Version〜」
「想い出の九十九里浜 〜Royal Straight Version〜」「まぶしい人 〜Royal Straight Version〜」
「しょげないでよBaby 〜Royal Straight Version〜」「ドレミファだいじょーぶ 〜Royal Straight Version〜」
「ギンギラパラダイス 〜Royal Straight Version〜」「上を向いて歩こう 〜Royal Straight Version〜」
「見上げてごらん夜の星を 〜Royal Straight Version〜」「おどるポンポコリン 〜Rock Version〜」
- PINC INC「羽のない私に手を差し伸べてくれたキミは神のよう」「流れ星 空に見つけたら」「いくつになっても…」「最初で最後の恋にしたいから」
- FIELD OF VIEW「君がいたから」「突然」「Last Good-bye」「DAN DAN 心魅かれてく」「ドキッ」「この街で君と暮らしたい」「きっと」
- Fayray「愛しても愛し足りない」
- 深田恭子「How?」
- BREAKERZ「BAMBINO 〜バンビーノ〜」
- 前田亘輝アルバム「前田亘輝 & HIS BLUES FRIENDS」全曲

（前田亘輝、永井隆、近藤房之助、Quncho、生沢佑一が参加。M-Projectとの共同編曲。）
- 松本孝弘「99」「Air Port」「Life II」
- MANISH「この一瞬という永遠の中で」「翼を探してる」
- Mi-Ke「Pink Christmas」
- 宮原学「GET READY」「Over again（作詞：葉山たけし・宮原学）」「You Know, I do」
- 宮本文昭「Memories of the Past」
- 森進一「蜃気楼」
- 森脇健児「真夏のFANTASY」「素顔になろう!」「最低NIGHT」「夕陽が笑ってる」「愛が生まれる街」
- Litz Co.「青い夏に身をまかせ」「Do What You Wanna」
- REV「甘い Kiss Kiss」「抱きしめたい」「こわれながら美しくなれ」「I just fall in love」

「Marie」「もう誰も愛さないなんて言わないと誓う」「灼熱 〜I can't stop my heart」 「Catch Dream」
「果てしない夢を(REV Version)」「つめたい風が吹くたびに 君のぬくもりを知る」「Break Down」
「もう傷ついてもいい」「Freedom」「MOON」「SMILE」「風を蹴って」「Desire」「幾千もの情熱」
- WANDS「もっと強く抱きしめたなら」「このまま君だけを奪い去りたい」「Mr.JAIL」「Keep My Rock'n Road」

「…でも 君を はなさない」「恋せよ乙女」「ありふれた言葉で」「天使になんてなれなかった」「DON'T CRY」
「君にもどれない」「Little Bit…」「Jumpin' Jack Boy」「世界が終るまでは…」「KEEP ON DREAM」
「FLOWER」「Love & Hate」「DON'T TRY SO HARD」「Crazy Cat」「Foolish OK」「PIECE OF MY SOUL」
「Jumpin' Jack Boy 〜Album Version〜」「MILLION MILES AWAY」「白く染まれ」
「太陽のため息」「君が欲しくてたまらない 〜WANDS Version〜」「ささやかな愛情」

### サウンドトラック
- 映画『恋の門』 松尾スズキ監督・脚本、出演：松田龍平、酒井若菜、忌野清志郎、他
- テレビドラマ『トラブルマン』 SABU監督・脚本、出演：加藤シゲアキ
- 映画『グッモーエビアン!』 山本透監督、山本透、鈴木謙一脚本、出演：麻生久美子、大泉洋、他。

### 部分参加作品
- 映画『ソラニン』 三木孝浩監督、高橋泉脚本、浅野いにお原作　出演：宮崎あおい、高良健吾、他
ROTTIなどの生演奏シーンの作編曲など
- 映画『グーグーだって猫である』 犬童一心監督・脚本、出演：小泉今日子、他
葉山の歌うCross RoadがCafeの店内BGMとして使用されている。
- 映画BOX! ボックス!　李闘士男監督、鈴木謙一脚本、百田尚樹原作　出演：市原隼人、高良健吾
ラグタイムなど

他

## レコーディング参加
- ZARD 「Just believe in love」（ギター）、「TODAY IS ANOTHER DAY」（ギター）、「息もできない」（ギター）、「Get U're Dream」(ギター)、「君とのDistance」（ギター、ベース）、「グロリアス マインド」（ギター、ベース、キーボードなど）
- 織田哲郎「(Journey to the)Endless Dream」（シンセサイザー）「DON'T YOU WANNA TOUCH ME?」（コーラス）

「そのままの君が好きさ」（シンセサイザー）、「BACK TO THE NIGHT」（ギター）、「Christmas Song」（ギター）
『Ships』（ギター、コーラス）
- 栗林誠一郎「LA JOLLA」（ギター）
- 小松未歩「謎?」(ギター、キーボード)
- TOUGH BANANA『TOUGH BANANA』（コーラス）
- 日詰昭一郎『TAKE A CHANCE』（ギター、コーラス）
- MOON「闇を渡れ 〜ACROSS THE DARKNESS〜」（ギター）